# Banne Buiksloot
Banne Buiksloot è un quartiere nello stadsdeel di Amsterdam-Noord, nella città di Amsterdam.
Questo quartiere fu costruito negli anni '60 e '70 ed è diviso in tre parti: Banne Noord, Banne Zuid e Banne Oost, quest'ultima parte costruita negli anni '90.